# جيه كتلر
جيه كتلر (بالإنجليزية: Jay Cutler)‏ لاعب كمال أجسام محترف في اتحاد (IFBB) كنيته كتس (Cuts) ، وهو الشخص الحادي عشر في التاريخ الذي يحوز لقب مستر أولمبيا الأرفع في رياضة كمال الأجسام.

## حياته
ولد جيسون إسحق كتلر في 3 أغسطس 1973، بمدينة ستيرلنج بمقاطعة ووستر في ولاية ماساتشوست الأمريكية، وكان الأصغر بين سبعة؛ ثلاثة أشقاء وثلاث شقيقات.
مارس كرة القدم في المدرسة الثانوية وكان يتطلع للأوزان وكيف يستجيب جسمه لها بالنمو، فاشترك في نادي جولدز جيم (بالإنجليزية: Gold's Gym)‏ بمدينة ووستر وحاز المركز الثاني في البطولة التي نظمها هذا النادي عام 1992.
شارك عام 1993 بالبطولة الوطنية للناشئين، ونال المركز الأول في فئته، وتخرج في هذه الأثناء من الكلية وحصل على شهادة في العدالة الجنائية، ولكنه كان مولعاً بكمال الأجسام فذهب إلى كاليفورنيا ونال بطاقة الاحتراف سنة 1996 من الاتحاد الدولي للاعبي كمال الأجسام (IFBB).
تزوج سنة 1998 في لاس فيغاس من كيري كورتمانش.

## حياته الاحترافية
شارك لأول مرة ببطولة احترافية في عام 1998 حيث نال المركز الحادي عشر في بطولة اللجنة الوطنية للياقة، والمركز الثالث ببطولة الرجل الحديدي، ثم المركز الرابع في بطولة أرنولد كلاسيك.
شارك لأول مرة في مستر أولمبيا عام 1999 ونال مركزاً متأخراً فيها، ثم توالت مشاركاته إلى جانب روني كولمان الذي استمر يحوز اللقب منذ سنة 1998، إلى أن تغلب عليه في عام 2006 ونال اللقب، ثم نال اللقب ثانية في السنة التالية 2007، ولكن البطل ديكستر جاكسون تغلب عليه في سنة 2008 ونال اللقب وحاز هو المركز الثاني، ثم عاد ونال اللقب للعامين التاليين 2009، و2010. في سنة 2011 تغلب عليه فيل هيث ونال اللقب، وفي السنة التالية 2012 لم يشترك في البطولة لإصابته في بايسبس اليسرى، وحين اشترك في السنة التالية 2013 حل في المركز السادس مما دعاه إلى التوقف عن المشاركة منذ ذلك الحين.
يعيش كتلر حالياً في لاس فيغاس ، ويملك شركة للمكملات الغذائية تحمل اسمه.

## أوصافه الجسمانية
- الطول: 176.5 سم (5 أقدام و 9.5 بوصة).
- الوزن في موسم المنافسة: 124.284 كغم (274 رطلاً).
- الوزن في الأيام العادية: 140.614 كغم (310 رطلاً).
- الرقبة: 49.53 سم (19.5إنشاً).
- العضد: 53.34 سم (21 إنشاً).
- الصدر: 147.32 سم (58 إنشاً).
- الخصر: 86.36 سم (34 إنشاً).
- الفخذ: 76.2 سم (30 إنشاً).
- الساق: 48.26 سم (19 إنشاً).
- لون الشعر: أشقر.
- لون العينين: أزرق.[1][2]

## أفضل بطولات حصل عليها
- أرنولد كلاسيك المركز الأول 2002
- أرنولد كلاسيك المركز الأول 2003
- أرنولد كلاسيك المركز الأول 2004
- مستر أولمبيا المركز الأول 2006
- مستر أولمبيا المركز الأول 2007
- مستر أولمبيا المركز الأول 2009
- مستر أولمبيا المركز الأول 2010

## روابط خارجية
- جيه كتلر على موقع IMDb (الإنجليزية)
- جيه كتلر على موقع قاعدة بيانات الفيلم (الإنجليزية)